# Ochshausen
Ochshausen ist ein Ortsteil der Gemeinde Lohfelden im nordhessischen Landkreis Kassel.

## Geographische Lage
Ochshausen ist der nördliche Ortsteil Lohfeldens. Durch Ochshausen verlaufen die Kreisstraßen 8, 10 und 11 sowie die Landesstraße 3203. Westlich des Ortsteils treffen sich die Bundesautobahn 7 und die Bundesautobahn 49 am Autobahnkreuz Kassel.

## Geschichte
Die älteste bekannte schriftliche Erwähnung von Ochshausen erfolgte unter dem Namen Ogozzeshusum in einer Schenkungsurkunde für das Kloster Kaufungen. Weitere Erwähnungen erfolgten unter den Ortsnamen (in Klammern das Jahr der Erwähnung): Okkozzeshusin (1172/81), Ockeshusin (1319), Ockenhusen (14. Jahrhundert), Oxhusen (1491) und Oxßhaußen (1517).
Eine erste Kapelle wurde im 11. Jahrhundert erbaut. Ab dem 15. Jahrhundert gab es eine Ziegelhütte, die vornehmlich nach Kassel lieferte.
Die Gemeinden Ochshausen und Crumbach bildeten 1941 die neue Gemeinde Lohfelden, der sich Vollmarshausen im Zuge der Gebietsreform in Hessen 1970 anschloss. Seitdem werden Ochshausen und Crumbach wieder als eigene Ortsteile geführt. Ortsbezirke nach der Hessischen Gemeindeordnung wurden aber nicht errichtet.

## Bevölkerung

### Einwohnerstruktur 2011
Nach den Erhebungen des Zensus 2011 lebten am Stichtag, dem 9. Mai 2011, in Ochshausen 6699 Einwohner. Darunter waren 884 (13,2 %) Ausländer.
Nach dem Lebensalter waren 1179 Einwohner unter 18 Jahren, 2634 zwischen 18 und 49, 1368 zwischen 50 und 64 und 1515 Einwohner waren älter.
Die Einwohner lebten in 3051 Haushalten. Davon waren 1059 Singlehaushalte, 918 Paare ohne Kinder und 774 Paare mit Kindern, sowie 240 Alleinerziehende und 57 Wohngemeinschaften. In 735 Haushalten lebten ausschließlich Senioren und in 2037 Haushaltungen lebten keine Senioren.

### Einwohnerentwicklung
| Quelle: Historisches Ortslexikon | |
| • 1585:                          | 17 Haushaltungen |
| • 1744:                          | 34 Häuser mit 203 Bewohnern. 4 Ziegelbrenner, ein Leinweber, ein Müller, zwei Wirte, zwei Schneider, ein Schmied, ein Branntweinbrenner, ein Schuster, ein Tagelöhner, 6 Spinnerinnen |
| • 1747:                          | 31 Haushaltungen |
| • 1885:                          | 596 evangelisch (= 96,91 %), 19 katholisch (= 3,09 %) Einwohner |

| Ochshausen: Einwohnerzahlen von 1834 bis 2011 | Ochshausen: Einwohnerzahlen von 1834 bis 2011 | Ochshausen: Einwohnerzahlen von 1834 bis 2011 | Ochshausen: Einwohnerzahlen von 1834 bis 2011 | Ochshausen: Einwohnerzahlen von 1834 bis 2011 |
| --- | --------------------------------------------- | --------------------------------------------- | --------------------------------------------- | --------------------------------------------- |
| Jahr |                                               |                                               |                                               | Einwohner                                     |
| 1834 | 1834                                          |                                               | 552                                           | 552                                           |
| 1840 | 1840                                          |                                               | 515                                           | 515                                           |
| 1846 | 1846                                          |                                               | 520                                           | 520                                           |
| 1852 | 1852                                          |                                               | 568                                           | 568                                           |
| 1858 | 1858                                          |                                               | 498                                           | 498                                           |
| 1864 | 1864                                          |                                               | 530                                           | 530                                           |
| 1871 | 1871                                          |                                               | 540                                           | 540                                           |
| 1875 | 1875                                          |                                               | 576                                           | 576                                           |
| 1885 | 1885                                          |                                               | 615                                           | 615                                           |
| 1895 | 1895                                          |                                               | 678                                           | 678                                           |
| 1905 | 1905                                          |                                               | 842                                           | 842                                           |
| 1910 | 1910                                          |                                               | 839                                           | 839                                           |
| 1925 | 1925                                          |                                               | 968                                           | 968                                           |
| 1939 | 1939                                          |                                               | 892                                           | 892                                           |
| 1950 | 1950                                          |                                               | ?                                             | ?                                             |
| 1956 | 1956                                          |                                               | ?                                             | ?                                             |
| 1961 | 1961                                          |                                               | ?                                             | ?                                             |
| 1980 | 1980                                          |                                               | ?                                             | ?                                             |
| 1990 | 1990                                          |                                               | ?                                             | ?                                             |
| 2000 | 2000                                          |                                               | ?                                             | ?                                             |
| 2011 | 2011                                          |                                               | 6.699                                         | 6.699                                         |
| Datenquelle: Historisches Gemeindeverzeichnis für Hessen: Die Bevölkerung der Gemeinden 1834 bis 1967. Wiesbaden: Hessisches Statistisches Landesamt, 1968. Weitere Quellen: LAGIS; Zensus 2011 |                                               |                                               |                                               |                                               |

## Infrastruktur
Im Ort gibt es eine Kindertagesstätte und eine evangelische Kirche mit Glasmalereien u. a. von Heinz Kreutz.